# Двинский сельсовет
Двинский сельсовет — упразднённые административно-территориальная единица и муниципальное образование (сельское поселение) в Тюхтетском районе Красноярского края.
Административный центр — деревня Двинка.

## История
Статус и границы сельского поселения установлены Законом Красноярского края от 25 февраля 2005 года № 13-3119 «Об установлении границ и наделении соответствующим статусом муниципального образования Тюхтетский район и находящихся в его границах иных муниципальных образований»
В 2018 году включён в Леонтьевский сельсовет.

## Население
| 2010 | 2012 | 2013 | 2014 | 2015 | 2016 | 2017 |
| ---- | ---- | ---- | ---- | ---- | ---- | ---- |
| 346  | ↘330 | ↘320 | ↘318 | ↘302 | ↘278 | ↘266 |

## Состав сельского поселения
В состав сельского поселения входит один населённый пункт — деревня Двинка.

## Местное самоуправление
Двинский сельский Совет депутатов
Дата избрания: 14.03.2010. Срок полномочий: 4 года. Количество депутатов:  7
Глава муниципального образования
- Дзалба Елена Григорьевна. Дата избрания: 14.03.2010. Срок полномочий: 4 года